# Viktor Zjloektov
Viktor Vasiljevitsj Zjloektov (Russisch: Виктор Васильевич Жлуктов) (Inta, 26 januari 1954) is een Sovjet-Russisch ijshockeyer. 
Zjloektov won tijdens de Olympische Winterspelen 1976 de gouden medaille en in Olympische Winterspelen 1980 de zilveren medaille.
In totaal werd Zjloektov vijfmaal wereldkampioen.
Zjloektov speelde jarenlang voor HC CSKA Moskou. 